# Grypocentrus divergens
Grypocentrus divergens är en stekelart som beskrevs av Dmitriy R. Kasparyan 1989. Grypocentrus divergens ingår i släktet Grypocentrus och familjen brokparasitsteklar. Inga underarter finns listade i Catalogue of Life.